# Flavien Tait
Flavien Tait (* 2. Februar 1993 in Longjumeau) ist ein französischer Fußballspieler. Der zentrale Mittelfeldspieler steht seit 2023 bei Samsunspor unter Vertrag.

## Karriere

### Verein

#### Beginn in Châteauroux
Tait begann seine Karriere in den Jugendabteilungen von AF Rodez und LB Châteauroux. Im August 2012 kam er erstmals in der zweiten Mannschaft von LB Châteauroux zum Einsatz. Sechs Monate später folgte im Februar 2013 das Debüt für die A-Mannschaft im Rahmen des Ligue-2-Spiels gegen den RC Lens. Auf den nächsten Einsatz musste der Spieler bis zur nächsten Saison warten. Die Spielzeit 2013/14 begann für ihn mit regelmäßigen Einsätzen nach Einwechslungen. Zur Mitte der Saison entwickelte er sich zum Stammspieler und wurde variabel im Mittelfeld eingesetzt. In Summe standen so 25 Ligaeinsätze zu Buche. Zu Beginn der nächsten Spielzeit stand er nicht im Kader, bevor er am 15. Spieltag zurückkehrte und fortan wieder gesetzt war. Die Mannschaft beendete die Saison auf dem 19. Platz und stieg somit in die dritte Liga ab. Auch hier war er erneut Stammspieler – so absolvierte er 31 der 34 möglichen Spiele und erzielte elf Scorerpunkte.

#### Wechsel in die Ligue 1
Im Juli 2016 wechselte er zum SCO Angers in die Ligue 1. Dort musste der Franzose elf Spieltage auf seine erste Partie warten. Auch im weiteren Verlauf der Saison kam er nur sporadisch zu Einsätzen und stand somit letztendlich bei elf Ligaspielen. Parallel erreichte er mit seiner Mannschaft das Finale des Coupe de France, wo er in der 84. Minute eingewechselt wurde, an der 0:1-Niederlage gegen Paris Saint-Germain aber nichts mehr ändern konnte. In der Saison 2017/18 entwickelte sich der Mittelfeldmann langsam zum Stammspieler, sodass am Ende 31 Ligaeinsätze mit einer durchschnittlichen Einsatzzeit von 73 Minuten zu Buche standen. Die folgende Spielzeit absolvierte er ebenfalls als unumstrittener Stammspieler mit 36 Einsätzen und 14 Scorerpunkten in der Ligue 1.

#### Erste internationale Erfahrung
Im Juli 2019 suchte der Spieler eine neue Herausforderung und schloss sich dem Ligakonkurrenten Stade Rennes an. In Rennes erhielt er bereits in seinem zweiten Spiel nach einer Tätlichkeit eine rote Karte. Nachfolgend musste er sich seinen Platz in der Mannschaft erkämpfen und stand schlussendlich bei 17 Ligue-1-Einsätzen. Zusätzlich kam er in dieser Spielzeit erstmalig auf der internationalen Bühne in der UEFA Europa League zum Zug. Auch in der nächsten Saison war er nur Rotationsspieler und kam in 23 Partien zum Einsatz. Zur Spielzeit 2021/22 änderte sich diese Situation und der Spieler absolvierte mit Ausnahme von zehn hauptsächlich verletzungsbedingten Ausfällen jedes Spiel in der Liga. Die nächste Saison verlief für ihn ähnlich wie die letzte, wobei die Einsätze nach einer Verletzung weniger und kürzer wurden. Im September 2023 wechselte der Spieler zum türkischen Verein Samsunspor.